# Matt Greene
Matthew George „Matt“ Greene (* 13. Mai 1983 in Grand Ledge, Michigan) ist ein ehemaliger US-amerikanischer Eishockeyspieler und derzeitiger -scout, der im Verlauf seiner aktiven Karriere zwischen 2000 und 2017 unter anderem 694 Spiele für die Edmonton Oilers und Los Angeles Kings in der National Hockey League auf der Position des Verteidigers bestritten hat. Mit den Los Angeles Kings gewann Greene in den Jahren 2012 und 2014 den Stanley Cup.

## Karriere

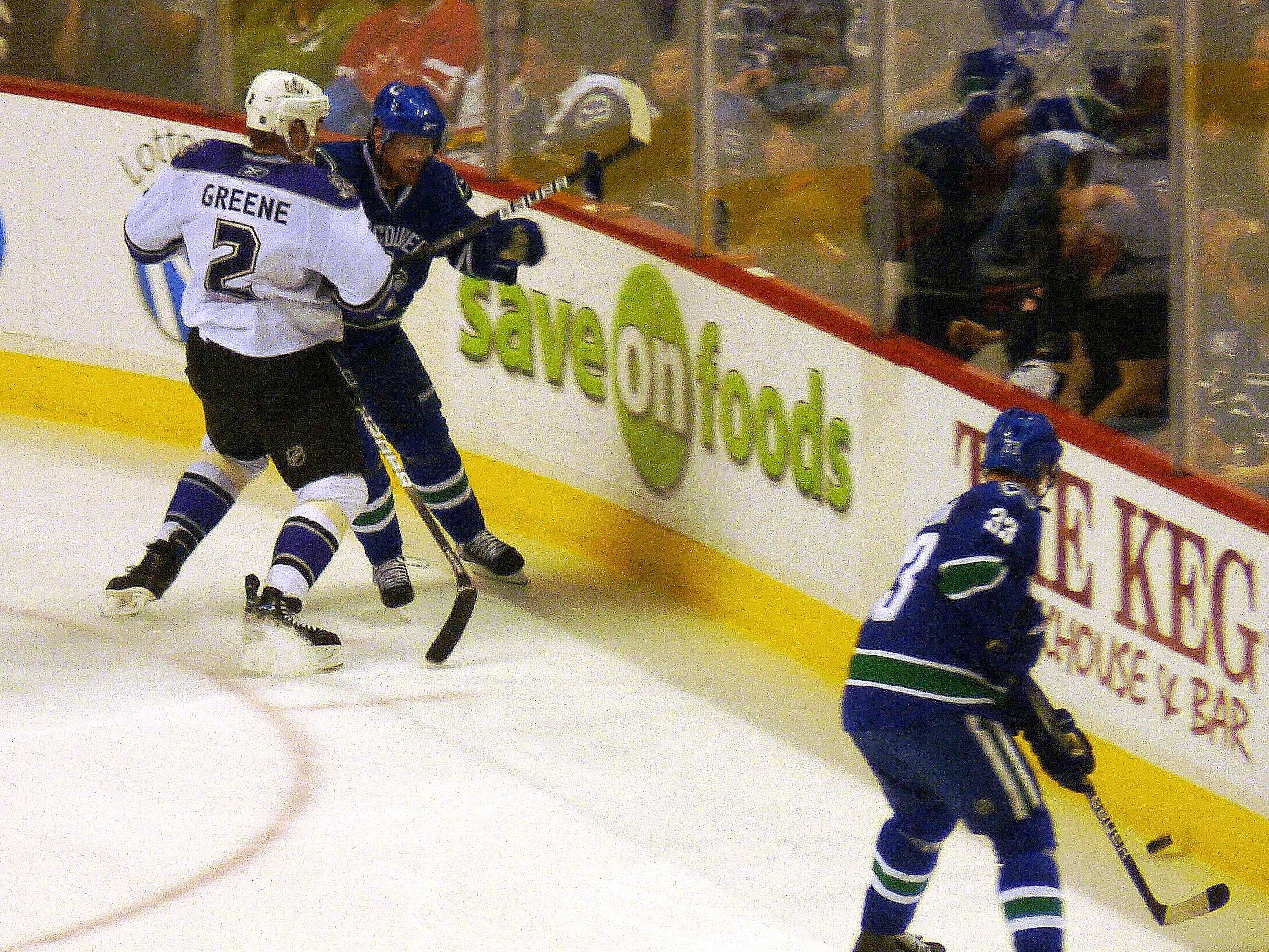
Matt Greene (li.) im Trikot der L.A. Kings, April 2010

Matt Greene begann seine Karriere als Eishockeyspieler in der United States Hockey League, in der er von 2000 bis 2002 je eine Spielzeit lang für das USA Hockey National Team Development Program und die Green Bay Gamblers aktiv war. Anschließend wurde er im NHL Entry Draft 2002 in der zweiten Runde als insgesamt 44. Spieler von den Edmonton Oilers aus der National Hockey League ausgewählt. Zunächst spielte der Verteidiger jedoch drei Jahre lang für die University of North Dakota in der National Collegiate Athletic Association.
Zur Saison 2005/06 wechselte der Abwehrspieler schließlich in den Profibereich und feierte im Saisonverlauf – neben Einsätzen für die Iowa Stars in der American Hockey League – sein Debüt für Edmonton in der NHL. Nachdem er sich zur folgenden Spielzeit im Stammkader der Oilers etabliert hatte, fiel er in der Spielzeit 2007/08 aufgrund einer Sprunggelenksverletzung über weite Strecken aus.
Am 29. Juni 2008 wurde der US-Amerikaner nach drei Jahren bei den Oilers von diesen zusammen mit Jarret Stoll im Tausch für Ľubomír Višňovský an die Los Angeles Kings abgegeben. Für diese stand er in der Saison 2008/09 in allen 82 Spielen der regulären Saison auf dem Eis stand und erreichte 14 Scorerpunkte. Zudem wurde er auf Anhieb zum Assistenzkapitän ernannt. Mit Greene als defensiv verlässlichem Akteur gewannen die Kings in den Jahren 2012 und 2014 jeweils den Stanley Cup. Nach neun Jahren bezahlten ihm die Kings im Juni 2017 die verbleibenden zwei Jahre seines Vertrag aus (buy-out), sodass der Abwehrspieler in der Folge als Free Agent galt. Im August 2017 gab Greene im Alter von 34 Jahren seinen Rücktritt vom aktiven Sport bekannt und wechselte in die Scoutingabteilung der Kings.

### International
Für die USA nahm Greene an der U18-Junioren-Weltmeisterschaft 2001 sowie der U20-Junioren-Weltmeisterschaft 2003 teil. Des Weiteren stand er im Aufgebot der USA bei den Weltmeisterschaften 2007, 2008 und 2010. Eine Medaille konnte er bei keiner der fünf WM-Teilnahmen gewinnen.

## Erfolge und Auszeichnungen
- 2002 USHL Second All-Star Team
- 2012 Stanley-Cup-Gewinn mit den Los Angeles Kings
- 2014 Stanley-Cup-Gewinn mit den Los Angeles Kings

## Karrierestatistik

### International
Vertrat die USA bei:
| - U18-Junioren-Weltmeisterschaft 2001 - U20-Junioren-Weltmeisterschaft 2003 - Weltmeisterschaft 2007 | - Weltmeisterschaft 2008 - Weltmeisterschaft 2010 |

(Legende zur Spielerstatistik: Sp oder GP = absolvierte Spiele; T oder G = erzielte Tore; V oder A = erzielte Assists; Pkt oder Pts = erzielte Scorerpunkte; SM oder PIM = erhaltene Strafminuten; +/− = Plus/Minus-Bilanz; PP = erzielte Überzahltore; SH = erzielte Unterzahltore; GW = erzielte Siegtore; 1 Play-downs/Relegation; Kursiv: Statistik nicht vollständig)